# Равно Поље
Равно Поље је насељено мјесто у општини Угљевик, Република Српска, БиХ. Према попису становништва из 1991. у насељу је живјело 466 становника. 
Насеље званично носи назив Равно Поље од 22. новембра 1934. када је по Рјешењу Министра унутрашњих послова Краљевине Југославије промијењен ранији назив Јањари Српски.

## Географија
Равно Поље је, уз Угљевичку Обријеж, једино село у општини Угљевик које се налази у Семберији
Мјесто граничи са селима:
Углјевичка Обријеж, Јањари, Доња Трнова која се налазе у општини Угљевик и Загонима и Сувим Пољем која се налазе у Бијењинској општини. Мјесто је равно без већих висинских разлика терена. Кроз њега протиче ријечица Јања која се иначе у неким мјестима зове и Модран.

## Становништво
Најчешћа српска презимена у Равном Поњу су: Лазић, Шарчевић, Тешановић, Арсеновић, Лукић, Јовић, Митровић, Шојић, Спасојевић, Павловић, Максимовић, Петровић, Михајловић, Поповић, Сандо, Хркало, Станишић, Ристић, Ђурђић, Паштар, Видичевић, Милинковић, Цвијетић, Јовичић, Вујић, Чутурић, Стевановић, Манојловић, Радовановић, Гаврић.
Према попису становништва из 1991. године, мјесто је имало 466 становника.
| Националност | 1991. |
| Срби         | 460   |
| Укупно       |       |